# Стадион Олимпико (Каракас)
Стадион Олимпико (Каракас) (шп. Olympic Stadium (Caracas)) је вишенаменски (фудбал, атлетика, рагби) стадион који се налази у Каракасу, Венецуела. Највише се користи за фудбал. Домаћи терен је за утакмице ФК Каракас, ФК Депортиво Ла Гваира, ФК Метрополитанос и ФК Универсидад Централ де Венецуела. Има капацитет од 23.940.

## Историја стадиона
Дизајнер, архитекта, стадиона је био венецуелански архитекта Карлос Раул Виљануева (Carlos Raúl Villanueva). Стадион је отворен 5. децембра 1951. године и реновиран 2007. године
. У почетку је био стадион домаћин за локални фудбалски клуб Унион.
Стадион је био домаћин великих догађаја као што су Копа Либертадорес, Панамеричке игре 1983. и Jужноамеричке квалификације за Светско првенство, бивши куп Мерkонорте и утакмице Kопа Америkа.
Финална утакмица Копа Америка 1975. између Перуа и Колумбије је одиграна на овом стадиону.